# 빠삐용 (1973년 영화)
《빠삐용》(프랑스어: Papillon)은 프랭클린 J. 섀프너 감독, 스티브 매퀸, 더스틴 호프먼 주연의 미국의 영화이다. 1973년에 제작되었다. 대한민국에서는 10만 6천달러에 수입되어, 1974년에 극장 개봉하였다. 이후 1990년 9월 29일에 재개봉되었다. 2017년에는 해당 영화의 리메이크 작품인 《빠삐용》이 개봉되었다.

## 줄거리
가슴에 나비(빠삐용)의 문신이 있는 앙리 샤리에르(스티브 매퀸)는 "빠삐용"이라는 별명으로 불리는, 종신형을 선고받은 죄수이다. 혹서와 가혹한 강제노동, 그리고 자기에게 씌워진 살인죄란 누명을 벗기 위해 남아메리카에 위치한 악명높은 프랑스령 기아나 형무소에서 탈옥을 꾀하나 실패하여 공포의 조셉섬 형무소의 독방에 2년간 갇히고 만다. 일단 들어가기만 하면 아무도 살아 나오지 못한다는 지옥의 독방에서 그는 바닥에 기어다니는 지네나 바퀴를 잡아먹으며 겨우 연명한다.
온갖 고초 끝에 독방형을 마치고 다시 상 로랑 형무소로 돌아오자 이번에는 채권 위조범 루이 드가 (더스틴 호프먼) 등과 다시 탈주하지만, 동료들은 모두 살해되거나 잡히고, 고초 끝에 빠삐용만은 독화살을 맞아 바다에 빠지는데, 정신을 차려보니 콜롬비아의 해안이었다. 여기서 수도원 원장의 밀고로 다시 체포되어 이번에는 5년의 독방형을 받는다.
지옥 같은 형벌까지 견뎌낸 후 이번에는 상어와 험한 파도로 둘러싸여 탈출이 절대로 불가능하다는 이른바 카옌의 악마섬(惡魔島)으로 이송되어 비교적 편안한 형기(刑期)를 보낸다. 그러나 이곳에서도 인생을 체념하여 얼마 남지 않은 여생을 이 고도에서 보내려는 드가를 외면한 채 빠삐용은 매일 절벽에서 야자 열매를 바다로 던져 해류의 흐름을 연구한다. 머리는 이미 백발이 되고 이도 몽땅 빠진 몰골에 발은 고문 끝에 뼈를 다쳐 절룩거리는 빠삐용은 드디어 결행의 날, 수십미터의 절벽에서 야자 열매를 담은 푸대와 함께 바다로 뛰어내린다. 빠삐용은 멀리 수평선으로 차차 멀어져 가고, 단 하나의 동료였던 드가는 이를 물끄러미 지켜보다가 쓸쓸히 발길을 돌린다.

## 플롯
앙리 샤리에르와 루이 드가에게 있어서 감옥은 자신들을 자유로부터 구속하는 그 어떤것들이었다. 누구나 사회가 용납하지 않는 욕망을 가슴속에 고이 간직한채 사회가 인정하는 마스크를 쓰고 살아가는 인간 군상들속에서 앙리 샤리에르에게 있어서 자유와 루이 드가에게 있어서 자유는 결국 서로 다른 결과로 드러난다. 안주와 타협하는 자신의 모습을 세상에서 발견하는 루이와 죽는 그 순간까지 자신의 한계를 넘나드는 탐험하는 자신의 모습을 세상에 보여주는 샤리에르는 인간의 양면성을 지속적으로 보여주는 안정된 갈등구조속에서 이를 전개하고있다.

## 감상
이 이야기는 픽션이 아닌, 한 무기징역수의 생생한 실록 자서전 《빠삐용》을 각색한 것이며, 이 영화의 주인공 앙리 샤리에르가 바로 그 자서전의 저자이다. 이 영화는 행복이 무엇이며 인생이 무엇인가에 대하여 생각하게 한다.

## 배역
- 스티브 매퀸 - 앙리 샤리에르 ("빠삐용")
- 더스틴 호프먼 - 루이 드가
- 빅터 조리 - 인디언 추장
- 돈 고돈 - 쥘로
- 안소니 저브 - 투생
- 로버트 데이먼 - 마튀레트
- 우드로우 파프리 - 클뤼지오

## 한국판 성우진

### TBC (1980년 9월 20일)
- 최응찬 - 빠삐용(스티브 매퀸)
- 배한성 - 드가(더스틴 호프먼)
- 김정경
- 김도현

### KBS (1992년 12월 18일)
- 양지운 - 빠삐용(스티브 매퀸)
- 배한성 - 드가(더스틴 호프먼)
- 임종국
- 김계원
- 정민희
- 김태연
- 유민석
- 김규식
- 이근욱
- 문영래
- 이영주
- 이종구
- 윤병화
- 이규화 - 앙드레 마튜레트(로버트 드먼)
- 장승길
- 김영민
- 유동현

### MBC (2005년 8월 13일)
- 양지운 - 빠삐용(스티브 매퀸)
- 배한성 - 드가(더스틴 호프먼)
- 한상혁
- 김태훈
- 전국근
- 김명수
- 최상기
- 이병식
- 이종혁
- 변종필
- 이상훈
- 방성준
- 이원찬
- 정재헌
- 김두희
- 류승곤
- 유상우
- 이민하